# Dzsenifer Marozsán
Dzsenifer Marozsán (Hongaars: /ˈd͡ʒɛnifɛr ˈmɒroʒaːn/; Boedapest, 18 april 1992) is een Duits voetballer van Hongaarse afkomst. Zij speelt als middenvelder bij het Franse Olympique Lyonnais en in het nationale elftal van Duitsland, waarvan zij sinds oktober 2016 de aanvoerder is.
Marozsán werd geboren in Hongarije. Nadat haar vader, voetballer János Marozsán, in 1996 had getekend bij 1. FC Saarbrücken, verhuisde het gezin naar Duitsland. Zij begon met voetballen bij DJK Burbach. Op aansporing van de Duitse voetbalbond werd Dzsenifer Marozsán genaturaliseerd, zodat ze kon uitkomen voor de Duitse equipe.
In november 2006, toen zij 14 jaar en 7 maanden oud was, maakte Marozsán haar debuut bij 1. FC Saarbrücken. Ze werd daarmee de jongste speler die ooit in de Bundesliga had gespeeld. Toen ze in augustus 2007 haar eerste goal maakte, werd zij met haar 15 jaar en 4 maanden eveneens de jongste doelpuntenmaker in de geschiedenis van de Bundesliga.
Marozsán debuteerde bij het Duitse seniorenteam in oktober 2010, in een wedstrijd tegen Australië. Haar eerste doelpunt voor de nationale ploeg maakte zij tijdens een duel tegen de Turkse vrouwen op 15 februari 2012. Ze scoorde een doelpunt in de finale tegen Zweden op de Olympische Zomerspelen van 2016, hetgeen leidde tot het eerste olympische goud voor het Duitse damesteam. Op 11 april 2023 speelt Marozsán haar laatste wedstrijd voor het Duitse nationale vrouwenelftal.

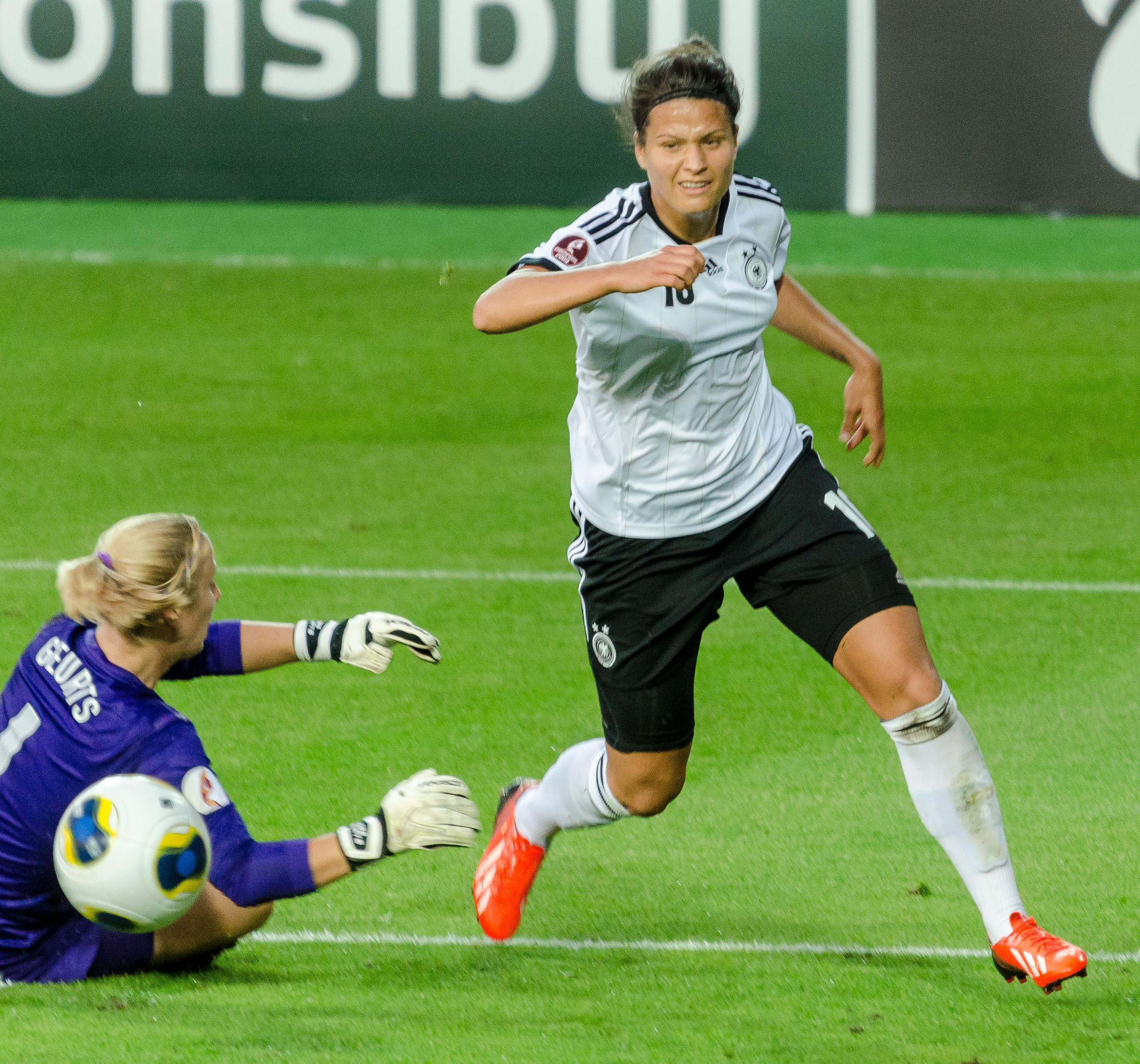
Dzsenifer Marozsán in 2013, tijdens een wedstrijd tegen Nederland